# Кубок Украинской ССР по футболу 1975
23-й розыгрыш Кубка УССР состоялся с июня по ноябрь 1975 года. Участие принимали 20 команд мастеров. Обладателем Кубка стала кировоградская «Звезда».

## 1/16 финала
Первые матчи 1/16 финала состоялись 10 июня 1975 года, на полях команд указанных первыми. Ответные матчи состоялись 25 июня 1975 года (за исключением матча «Локомотив» — «Говерла», который прошёл 27 июня)
| Команда 1                  | Итог | Команда 2              | 1-й матч | 2-й матч |
| -------------------------- | ---- | ---------------------- | -------- | -------- |
| СК Луцк                    | 2:3  | «Авангард» (Ровно)     | 2:1      | 0:2      |
| «Звезда» (Кировоград)      | 6:2  | «Локомотив» (Жданов)   | 4:0      | 2:2      |
| «Судостроитель» (Николаев) | 2:2  | «Буковина» (Черновцы)  | 2:1      | 0:1      |
| «Говерла» (Ужгород)        | 2:3  | «Локомотив» (Винница)  | 2:0      | 0:3      |
| «Локомотив» (Херсон)       | 5:2  | «Волна» (Севастополь)  | 4:0      | 1:2      |
| «Кривбасс» (Кривой Рог)    | 5:3  | СК Чернигов            | 4:2      | 1:1      |
| «Автомобилист» (Житомир)   | 1:2  | «Фрунзенец» (Сумы)     | 1:0      | 0:2      |
| «Колос» (Полтава)          | 3:4  | «Динамо» (Хмельницкий) | 2:1      | 1:3      |

## 1/8 финала
Первые матчи 1/8 финала состоялись 9 июля 1975 года, на полях команд указанных первыми. Ответные матчи состоялись 24 июля
| Команда 1             | Итог | Команда 2               | 1-й матч | 2-й матч |
| --------------------- | ---- | ----------------------- | -------- | -------- |
| «Авангард» (Ровно)    | 0:2  | «Звезда» (Кировоград)   | 0:0      | 0:2      |
| «Буковина» (Черновцы) | 1:1  | «Локомотив» (Винница)   | 0:0      | 1:1      |
| «Фрунзенец» (Сумы)    | 2:1  | «Динамо» (Хмельницкий)  | 1:0      | 1:1      |
| «Локомотив» (Херсон)  | 2:3  | «Кривбасс» (Кривой Рог) | 1:0      | 1:3      |

## Четвертьфинал
Первые четвертьфинальные матчи состоялись 1 августа 1975 года (матч «Звезда» — «Металлург» — 11 августа), на полях команд указанных первыми. Ответные матчи состоялись 22 августа
| Команда 1               | Итог | Команда 2                   | 1-й матч | 2-й матч |
| ----------------------- | ---- | --------------------------- | -------- | -------- |
| «Буковина» (Черновцы)   | 3:6  | «Спартак» (Ивано-Франковск) | 2:1      | 1:5      |
| «Кривбасс» (Кривой Рог) | 3:5  | «Таврия» (Симферополь)      | 1:2      | 2:3      |
| «Фрунзенец» (Сумы)      | 4:2  | «Металлист» (Харьков)       | 4:1      | 0:1      |
| «Звезда» (Кировоград)   | 6:4  | «Металлург» (Запорожье)     | 3:2      | 3:2      |

## Полуфинал
Первые полуфинальные матчи состоялись 12 и 16 сентября 1975 года соответственно, на полях команд указанных первыми. Ответные матчи состоялись 13 октября
| Команда 1                   | Итог | Команда 2             | 1-й матч | 2-й матч |
| --------------------------- | ---- | --------------------- | -------- | -------- |
| «Спартак» (Ивано-Франковск) | 0:1  | «Звезда» (Кировоград) | 0:1      | 0:0      |
| «Таврия» (Симферополь)      | 5:2  | «Фрунзенец» (Сумы)    | 5:1      | 0:1      |

## Финал
| 4 ноября 1975 года        | \| «Звезда» Кировоград \| 2:0 \| «Таврия» Симферополь \| \| Журавлёв 6′ · Снитько 12′ \| Голы \| \| | «Звезда», Кировоград |
| «Звезда» Кировоград       | 2:0                                                                                                 | «Таврия» Симферополь |
| Журавлёв 6′ · Снитько 12′ | Голы                                                                                                |                      |

| 9 ноября 1975 года | \| «Таврия» Симферополь \| 2:1 \| «Звезда» Кировоград \| \| Прилепский · Черемисин \| Голы \| Мороз \| | «Локомотив», Симферополь |
| Составы: Таврия: Лисенчук, Жилин, Король, Муха (Коробочка), Аджем, Климов (Лобанов), Орлов, Черемисин (Сугак), Прилепский Гл. тренер: Сергей Шапошников Звезда: Музычук (Ионов), В. Хропов, Смыченко, А. Хропов, Порошин, Выбиванцев, Журавлёв (Латыш), Мороз, Касёнкин, Кацман, Снитько Гл. тренер: Алексей Расторгуев Нереализованный пенальти: Аджем | |                          |
| «Таврия» Симферополь | 2:1 | «Звезда» Кировоград      |
| Прилепский · Черемисин | Голы                                                                                                   | Мороз                    |